# E7 (trasa europejska)
E7 – trasa europejska pośrednia północ - południe przebiegająca przez teren Francji i Hiszpanii, o długości 247 km, łącząca miasta Pau we Francji i Saragossa Hiszpanii. Granicę francusko-hiszpańską trasa pokonuje w 8,6 kilometrowym tunelu Somport.

## Drogi w obrębie trasy E7
- Francja:
  - droga krajowa N134: z Pau do Somport
- Hiszpania:
  - droga krajowa N-330: z Somport do Nueno
  - droga ekspresowa A-23: z Nueno do Saragossy

## Przebieg trasy E7
- Francja: Pau - Oloron-Sainte-Marie - Lurbe-Saint-Christau - Somport
- Hiszpania: Somport - Jaca - Sabiñánigo - Nueno - Huesca - Zuera - Saragossa

## Stary system numeracji
Do 1985 obowiązywał poprzedni system numeracji, według którego oznaczenie E7 dotyczyło trasy Rzym – Wiedeń – Warszawa o naastępującym przebiegu: Rzym – Orte – Perugia – Cesena – Forlì – Bolonia – Ferrara – Padwa – Mestre – Cervignano – Udine – Tarvisio – Villach – Bruck an der Mur – Wiedeń – Drasenhofen – Brno – Ołomuniec – Czeski Cieszyn – Kraków – Radom – Warszawa. Arteria E7 była wtedy zaliczana do kategorii „A”, w której znajdowały się główne trasy europejskie.

### Drogi w ciągu dawnej E7
Lista dróg opracowana na podstawie materiału źródłowego
| Włochy                                  | - autostrada A1: Roma – Orte - droga nr 204: Orte – Terni - droga nr 3bis: Terni – Perugia – Città di Castello – Bagno di Romagna - droga nr 71: Bagno di Romagna – Mercato Saraceno – Cesena – Ravenna - autostrada E7: Ravenna – Ímola - autostrada A14: Ímola – Bologna - autostrada A13: Bologna – Ferrara – Padova - autostrada A4: Padova – Mestre – San Giorgio - autostrada E7: San Giorgio – Udine - droga nr 13: Udine – Cárnia – Tarvisio – granica z Austrią                            |
| Austria                                 | - droga E7: granica z Włochami – Villach - autostrada A2: Villach – Klagenfurt - droga nr 83: Klagenfurt – Sankt Veit a. d. Glan - droga nr 83: Sankt Veit a. d. Glan – Scheifling - droga nr 96: Scheifling – Judenburg - droga nr 336: Judenburg – St. Michael - droga nr 336: St. Michael – Leoben – Bruck a. d. Mur – Kapfenberg - droga nr 306: Kapfenberg – Wiener Neustadt - autostrada A2: Wiener Neustadt – Wien - droga nr 7: Wien – Wilfersdorf – Drasenhofen – granica z Czechosłowacją |
| Czechosłowacka Republika Socjalistyczna | - droga nr 52: granica z Austrią – Mikulov – Brno - droga nr 47: Brno – Slavkov u Brna - droga nr 46: Slavkov u Brna – Vyškov - droga nr 46: Vyškov – Prostějov – Olomouc - droga nr 35: Olomouc – Lipník nad Bečvou - droga nr 47: Lipník nad Bečvou – Hranice - droga nr 48: Hranice – Nový Jičín – Frýdek-Místek – Český Těšín – granica z PRL |
| Polska                                  | droga E7: granica z Czechosłowacją – Cieszyn – Skoczów – Bielsko-Biała – Andrychów – Wadowice – Kalwaria Zebrzydowska – Kraków – Miechów – Jędrzejów – Kielce – Skarżysko-Kamienna – Szydłowiec – Radom – Białobrzegi – Grójec – Janki – Warszawa |

## Galeria

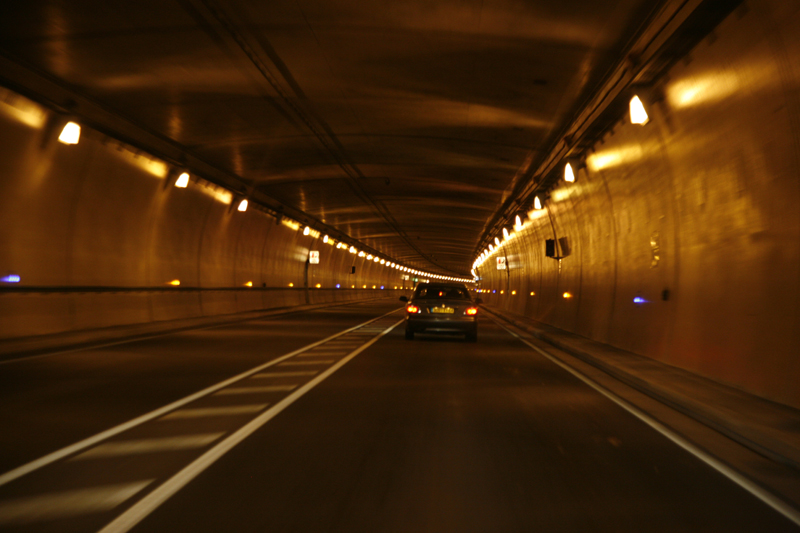
Wnętrze tunelu Somport na granicy Francji z Hiszpanią w ciągu trasy E7
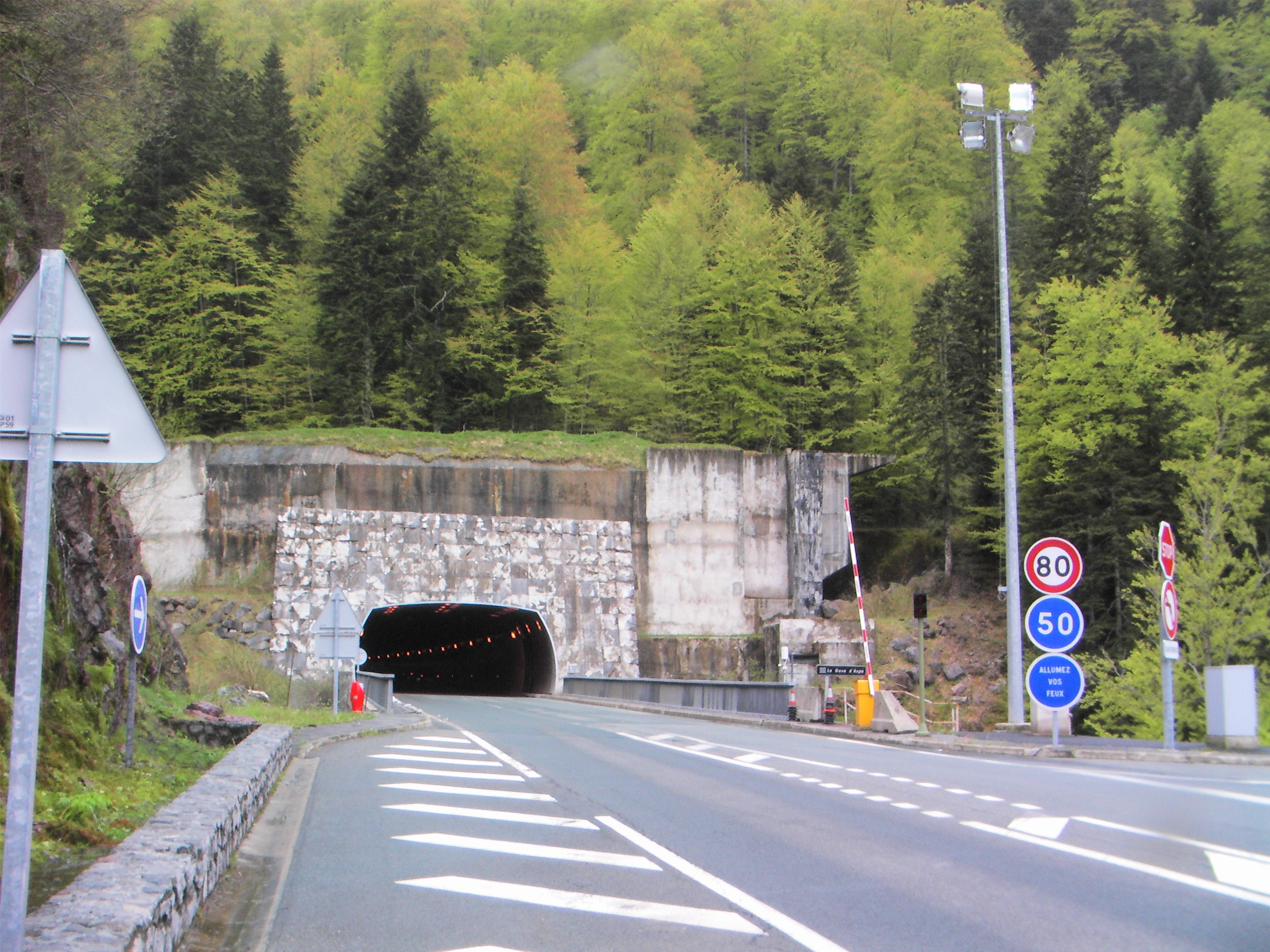
Tunel Somport E7 - Francji